# Pel bon camí
 Pel bon camí  (Getting Straight) és una pel·lícula estatunidenca dirigida per Richard Rush, estrenada el 1970 i doblada al català.

## Argument
Harry Bailey, idealista veterà del Vietnam, torna a la facultat per obtenir la llicenciatura i ensenyar anglès. Considerat com a heroi pels estudiants, res no li impedeix de condemnar l'absurd de la guerra. Lluita fins i tot contra ell mateix per continuar sent al marge de la lluita estudiantil contra la mediocritat del règim polític i la gestió de la universitat. "L'important no és el que fas, sinó més aviat el que ets" dirà en els últims instants de la pel·lícula.

## Repartiment
- Elliott Gould: Harry Bailey
- Candice Bergen: Jan
- Robert F. Lyons: Nick
- Jeff Corey: Dr. Edward Willhunt
- Max Julien: Ellis
- Cecil Kellaway: Dr. Kasper
- Jon Lormer: Vandenburg
- Leonard Stone: Lysander
- William Bramley: Wade Linden
- Jeannie Berlin: Judy Kramer
- John Rubinstein: Herbert
- Billie Bird: Landlady
- Harrison Ford: Jake